# Lîsohirka, Letîciv
Lîsohirka (în ucraineană Лисогірка) este un sat în comuna Trebuhivți din raionul Letîciv, regiunea Hmelnîțkîi, Ucraina.

## Demografie
Componența lingvistică a localității Lîsohirka
     Ucraineană (98,62%)
     Rusă (1,38%)
Conform recensământului din 2001, majoritatea populației localității Lîsohirka era vorbitoare de ucraineană (98,62%), existând în minoritate și vorbitori de rusă (1,38%).